# Schwabencenter
Das Schwabencenter ist ein im Jahr 1971 eröffnetes Einkaufszentrum mit drei 20-stöckigen Hochhäusern im Augsburger Wolfram- und Herrenbachviertel an der Friedberger Straße (B 300). Die Verkaufsflächen befinden sich direkt an der Friedberger Straße, das Parkhaus ist hinterhalb gelegen.
Das Einkaufszentrum besitzt etwa 20.000 m² Nutzfläche und etwa 1 km Schaufensterfläche. Die Bauhöhe beträgt 76 m. Eines der drei Hochhäuser befand sich zunächst im Besitz der Stadtsparkasse Augsburg und wurde 1984 verkauft. Dabei wurden sämtliche Mietwohnungen in Eigentumswohnungen umgewandelt.

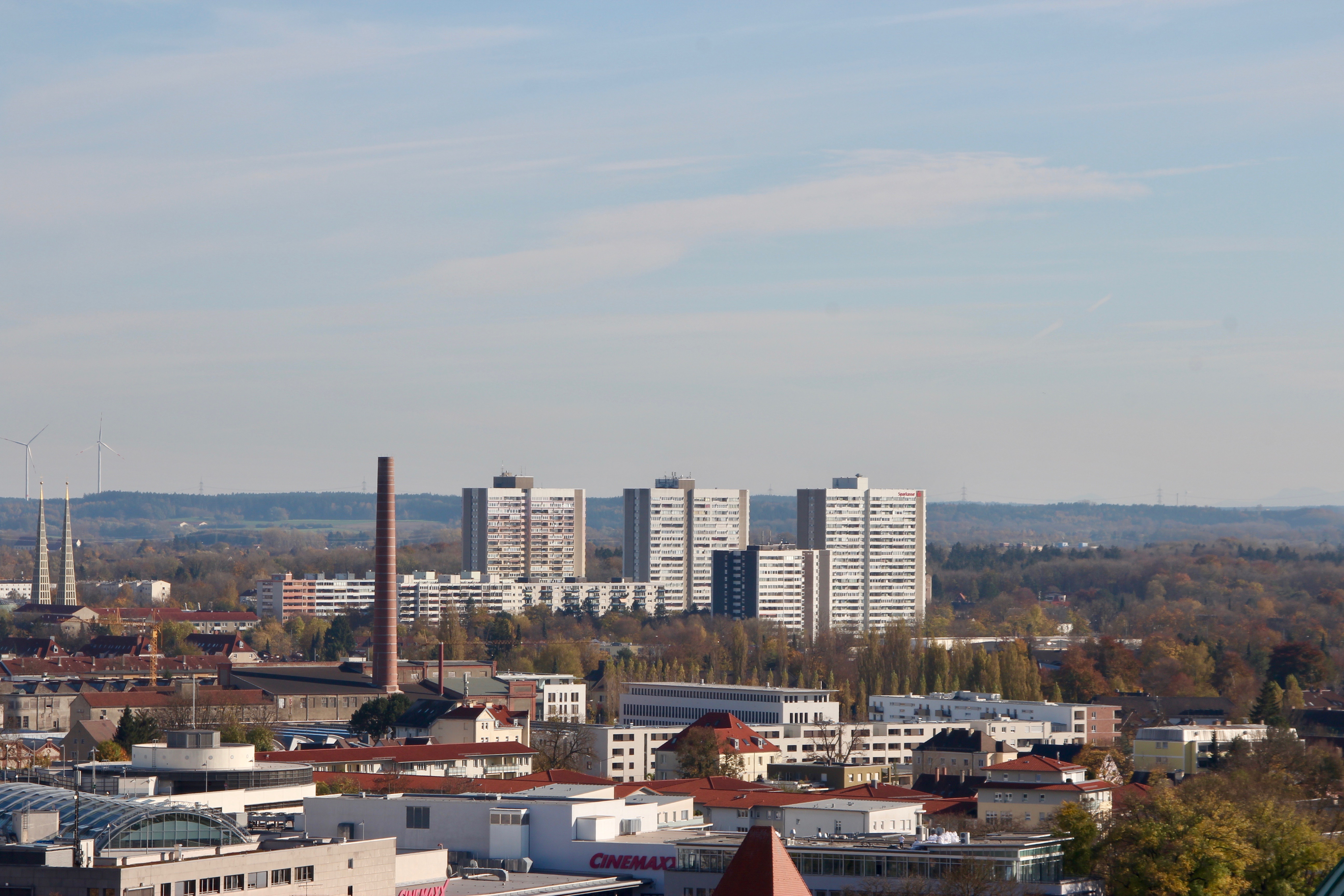
Blick von Perlachturm auf die Hochhäuser
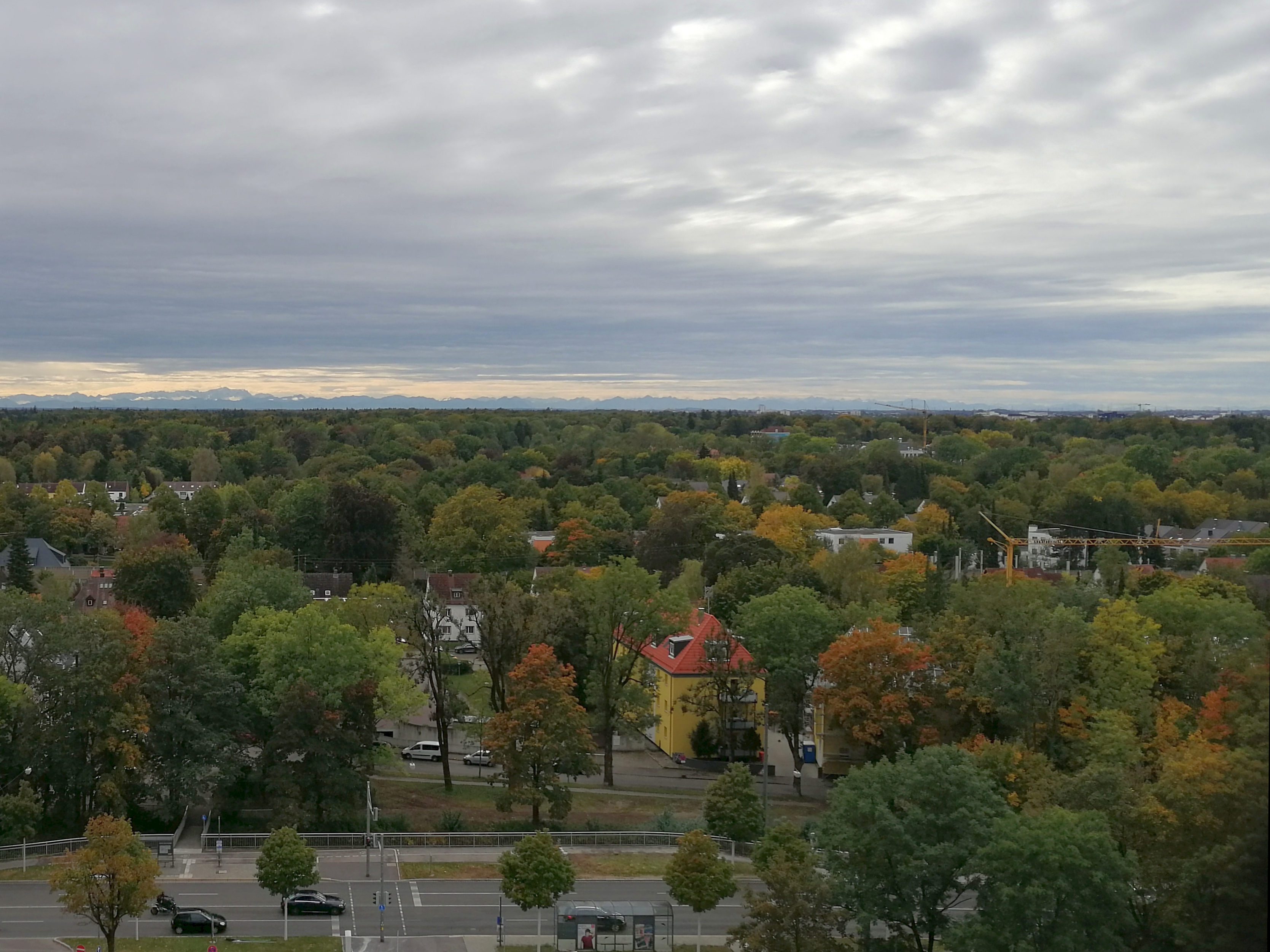
Blick vom Hochhaus auf Zugspitze und Alpen

Geplant war ein Umbau des Schwabencenters mit Erweiterung der Verkaufsfläche und Abbruch des Parkhauses bis Ende 2018. Es sollte das Augsburg-Forum entstehen, im April 2018 wurde jedoch bekannt gegeben, dass die Umbauplanungen aufgrund der schwierigen Eigentumsstruktur stocken, das Vorhaben verzögerte sich. Eigentümer und Investor des Schwabencenters ist die SCA Objektgesellschaft Augsburg, die von der Stuttgarter Nanz-Stiftung eingesetzt wurde. Dazu kommen Einzeleigentümer in den Wohntürmen, die verbriefte Nutzungsrechte haben.
Die etwa 1600 Bewohner erreichen den Nahversorger und weitere Geschäfte im Haus mit Aufzügen; von den oberen Wohngeschossen aus gibt es einen weitreichenden Blick über die Stadt und teils bei Fernsicht bis zu den Alpen.